# Vojtěch Svoboda
Vojtěch Svoboda (* 23. března 1995) je český atlet - sprinter.

## Atletická kariéra
Své první sportovní zkušenosti sbíral na mezinárodních šampionátech na Letní univerziádě v Neapoli, kde uběhl 200 metrů za 21,97 s a vypadl v prvním kole. S českou štafetou na 4 x 100 m za 40,54 s obsadil šesté místo.
V roce 2017 se Svoboda stal halovým mistrem ČR ve štafetě na 4 x 200 metrů.

## Osobní rekordy
- 100 metrů: 10,64 s (+1,7 m/s), 11. června 2019 v Praze
  - 60 metrů (uvnitř): 6,83 p, 22. února 2020 v Ostravě
- 200 metrů: 21,53 s (+0,7 m/s), 19. června 2019 v Táboře
  - 200 metrů (uvnitř): 21,70 p, 23. února 2014 v Praze